# Wolfgang Benzel

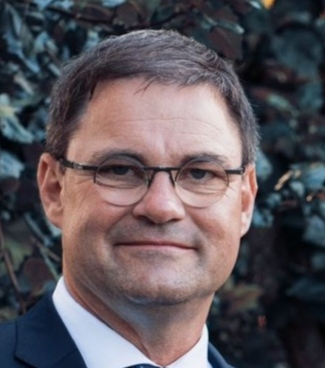
Wolfgang Benzel (2021)

Wolfgang Benzel (* 21. Mai 1967 in Birkenfeld) ist ein deutscher Unternehmer, Steuerberater, Wirtschaftswissenschaftler und Autor.

## Werdegang
Nach dem Abitur 1986 in Idar-Oberstein durchlief er eine Ausbildung zum Logistikoffizier der Bundeswehr und studierte von 1988 bis 1991 Wirtschafts- und Organisationswissenschaften an der Universität der Bundeswehr in München mit dem Abschluss Diplom-Kaufmann. Nach Ausscheiden aus der Bundeswehr Ende 1994 war er zunächst als Angestellter in einer Steuerberatungskanzlei tätig, die er nach dem Steuerberaterexamen 1999 im Jahr 2000 übernahm und zur Dr. Benzel & Partner Steuerberatungsgesellschaft ausbaute. Die Gesellschaft zählte wiederholt zu den Top-100-Kanzleien im Focus-Money -Test.
Im Jahr 2003 gründete er mit seinem Geschäftspartner Mike Auner-Fellenzer, der 2005 auch Mitgesellschafter der bundesweit tätigen Steuerberatungskanzlei wurde, die SIMTAX Treuhand Wirtschaftsberatungs- und Steuerberatungsgesellschaft mbH.
2005 wurde er an der Fakultät für Management der Comenius-Universität zum PhDr. promoviert; 2012 folgte die Promotion zum Ph.D. am rechtswissenschaftlichen Institut der Faculty of Business and Economics (FBE) der Mendel-Universität Brünn.
Im Dezember 2006 ernannte das hessische Ministerium für Wissenschaft und Kunst ihn zum Professor an der Provadis School of International Management and Technology, an der er die Fächer Finanzen, Steuern und Rechnungswesen lehrte.
In seiner Laufbahn übte und übt er Tätigkeiten als Aufsichtsrat, Beirat, Generalbevollmächtigter, Gutachter und Referent aus.
Er war über 15 Jahre lang kommunalpolitisch als Gemeinderat, Mitglied und stellvertretender Fraktionsvorsitzender der CDU im Kreistag Birkenfeld/Nahe sowie Vorstandsmitglied und Kreisvorsitzender des CDU-Kreisverbandes Birkenfeld aktiv.
Im Jahr 2016 gründete er gemeinsam mit seinem Kollegen Auner-Fellenzer die Forstgut Heinrichsdorfer Heide GmbH, deren Geschäftsführer er ist. Auf einer in Brandenburg gelegenen Waldfläche von 122 ha betreiben beide ein Naturschutzprojekt.

## Publikationen
Wolfgang Benzel hat neben zahlreichen Aufsätzen verschiedenste Bücher und Ratgeber zu steuerlichen und betriebswirtschaftlichen Themen veröffentlicht. So zum Beispiel die jährlich erscheinenden „Steuerratgeber für Soldaten“, „Steuerratgeber für Rentner und Ruhestandsbeamte“ und „Steuerratgeber für Arbeitnehmer“. Darüber hinaus ist er Autor der Bücher „Töte den Mammutjäger in Dir. Wie Geld Dein Hirn vernebelt und was Du dagegen tun kannst“, „Troß – Train – Nachschubtruppe, Die Entwicklung einer Truppengattung des deutschen Heeres“ und „Jungjäger Ü40, Neue, bereichernde Perspektiven und ein Plädoyer für die Jagd“.